# Elmer Edes
Elmer Edes, ameriški rokometaš, * 4. september 1937, Budimpešta, † 7. februar 2014.
Leta 1972 je na poletnih olimpijskih igrah v Münchnu v sestavi ameriške rokometne reprezentance osvojil 14. mesto.